# Sōko Yamaoka
Sōko Yamaoka (jap. 山岡 聡子, Yamaoka Sōko; * 29. Mai 1974 in Nagano, Präfektur Nagano) ist eine ehemalige japanische Snowboarderin. Sie startete in der Disziplin Halfpipe.

## Werdegang
Yamaoka startete erstmals im Snowboard-Weltcup im März 2002 in Sapporo. Dort belegte sie den sechsten Rang. Im selben Monat wurde sie japanische Meisterin. Zu Beginn der Saison 2002/03 holte sie in Laax ihren ersten Weltcupsieg. Im weiteren Saisonverlauf erreichte sie im Weltcup fünf Top-Zehn-Platzierungen und zum Saisonende den zweiten Platz im Halfpipe-Weltcup. Bei den Snowboard-Weltmeisterschaften 2003 am Kreischberg wurde sie Neunte und gewann bei den Winter-Asienspielen 2003 die Goldmedaille. In der folgenden Saison belegte sie im Weltcup zweimal den dritten und einmal den zweiten Platz. Zudem holte sie zwei Weltcupsiege und gewann damit den Halfpipe-Weltcup. Nach Platz drei im Weltcup zu Beginn der Saison 2004/05 in Saas-Fee, kam sie bei den Snowboard-Weltmeisterschaften 2005 in Whistler auf den 24. Platz und bei den Winter-X-Games 2005 in Aspen auf den 14. Platz. Im März 2005 holte sie in Lake Placid ihren vierten Weltcupsieg und belegte zum Saisonende den dritten Rang im Halfpipe-Weltcup. In der Saison 2005/06 siegte sie im Weltcup in Whistler und kam in Furano auf den zweiten Platz. Im Januar 2006 gewann sie bei den Winter-X-Games 2006 die Bronzemedaille. Beim Saisonhöhepunkt den Olympischen Winterspielen 2006 in Turin wurde sie Zehnte. Die Saison beendete sie auf dem neunten Rang im Halfpipe-Weltcup. In der folgenden Saison kam sie im Weltcup viermal unter die Zehn, darunter zweimal auf den zweiten Platz und erreichte zum Saisonende den vierten Platz im Halfpipe-Weltcup. Zudem belegte sie den dritten Platz bei den Burton New Zealand Open in Snow Park und den zweiten Platz bei den World Superpipe Championships in Park City. Bei den Snowboard-Weltmeisterschaften 2007 in Arosa gewann sie die Silbermedaille und bei den Winter-Asienspielen 2007 in Changchun die Silbermedaille. Nach Platz fünf im Januar 2008 bei den Winter-X-Games 2008 in Aspen, belegte sie im Weltcup zwei zweite Plätze. Im Februar 2008 wurde sie japanische Meisterin. Im folgenden Monat kam sie auf den vierten Platz bei den Burton US Open und auf den dritten Rang bei den World Superpipe Championships in Park City. Die Weltcupsaison 2007/08 beendete sie auf dem siebten Rang im Halfpipe-Weltcup. In der Saison 2008/09 errang sie beim Weltcup in Gujo den dritten Platz und holte in Stoneham ihren sechsten und letzten Weltcupsieg. Bei den Snowboard-Weltmeisterschaften 2009 in Gangwon wurde sie Vierte. Zum Saisonende kam sie auf den dritten Platz im Halfpipe-Weltcup. Zu Beginn der Saison 2009/10 errang sie beim U.S. Snowboarding Grand Prix in Copper Mountain den dritten Platz. Im Januar 2010 belegte sie den vierten Platz bei den Winter-X-Games 2010. Beim Saisonhöhepunkt den Olympischen Winterspielen 2010 in Vancouver errang sie den 16. Platz. Zu Beginn der Saison 2010/11 belegte sie den dritten Platz bei den Burton New Zealand Open in Cardrona. Im weiteren Saisonverlauf absolvierte sie in Saas-Fee ihren letzten Weltcup und kam dabei auf den vierten Platz. Bei den Winter-X-Games 2011 in Aspen errang sie den vierten Platz. Im Februar 2011 wurde sie bei der Winter Dew Tour in Ogden Dritte. Im folgenden Monat erreichte sie bei den Winter-X-Games-Europe 2011 in Tignes den achten Platz und bei den Burton US Open den vierten Rang. Bei den Snowboard-Weltmeisterschaften 2012 in Oslo wurde sie Achte. Nach der Saison 2011/12 beendete sie ihre Karriere.

## Weltcupsiege
| Nr. | Datum             | Ort         |
| --- | ----------------- | ----------- |
| 1.  | 1. Dezember 2002  | Laax        |
| 2.  | 20. Dezember 2003 | Stoneham    |
| 3.  | 24. Januar 2004   | Kreischberg |
| 4.  | 5. März 2005      | Lake Placid |
| 5.  | 11. Dezember 2005 | Whistler    |
| 6.  | 20. Februar 2009  | Stoneham    |

## Halfpipe-Weltcup-Gesamtplatzierungen
| Saison  | Platz | Punkte |
| ------- | ----- | ------ |
| 2001/02 | 43.   | 400    |
| 2002/03 | 2.    | 2870   |
| 2003/04 | 1.    | 4820   |
| 2004/05 | 3.    | 3150   |
| 2005/06 | 9.    | 2224   |
| 2006/07 | 4.    | 2460   |
| 2007/08 | 7.    | 2100   |
| 2008/09 | 3.    | 2270   |
| 2009/10 | 30.   | 550    |
| 2010/11 | 21.   | 500    |